# Gambara (stacja metra)
Gambara – stacja metra w Mediolanie, na linii M1. Znajduje się na piazzale Veronica Gambara, w Mediolanie i zlokalizowana jest pomiędzy stacjami De Angeli i Bande Nere. Została otwarta w 1966.